# King Kong (videojuegos)
King Kong, o simplemente Kong, es un simio gigante de ficción, muy parecido a un gorila de enormes proporciones, que apareció originalmente en la película homónima del año 1933. La película está considerada uno de los más grandes clásicos del cine estadounidense y ha tenido varias secuelas, adaptaciones a varios medios y remakes en distintas décadas. El personaje Kong también hizo su aparición en varios videojuegos que llevan su nombre, en algunos como protagonista y en otros como el principal enemigo.

## Historia
El personaje King Kong fue concebido y creado por el cineasta estadounidense Merian C. Cooper, como principal aliciente de la película del mismo nombre que fue estrenada en 1933. En esta película se cuenta la historia de un grupo de cineastas y marineros, liderados por el ambicioso director Carl Denham, que viajan a la misteriosa e inexplorada Isla Calavera para buscar al mítico monstruo Kong, que se convertirá en la principal atracción de su próximo filme. Pero la expedición termina en desastre cuando en esta isla son atacados por numerosos monstruos gigantes, incluyendo al propio Kong, que terminan asesinando a gran parte de la tripulación. 
En la Isla Calavera existe una pequeña población de humanos nativos que adoran al gran Kong como a un dios y que tienen como ritual el ofrecerle una doncella como sacrificio para calmar su furia. Estos nativos terminan secuestrando a la actriz principal que llevaba la expedición de Denham y se la ofrecen al monstruo. Kong se la lleva en su mano y acaba desarrollando un afecto especial por la bella mujer a la que protege como una preciada posesión y esta es la única persona con la cual no resulta agresivo.
Los sobrevivientes de la expedición logran rescatar a la chica y dormir a Kong con un gas, para capturarlo y llevarlo en el barco de regreso a la gran ciudad de Nueva York, en donde lo convierten en la atracción principal de su obra teatral titulada "King Kong: La octava maravilla del mundo". Kong eventualmente logra escapar rompiendo las cadenas con su descomunal fuerza y, al encontrarse perdido en la ciudad, se sale de control y causa grandes destrozos. En el clímax de la película, Kong logra encontrar a la actriz de la expedición con la que se encariñó y al ser perseguido y no saber donde huir escala el edificio Empire State con la chica en sus manos, pero al llegar a la cima es derribado por el ataque de unos biplanos y finalmente encuentra su muerte.
Tras el éxito de la película se han hecho varias continuaciones y remakes en distintas décadas y el personaje de King Kong fue llevado a todo tipo de medios y formas de entretenimiento como series de televisión, novelas, historietas y también videojuegos. En cada adaptación se ha utilizado la historia original como base pero también se han hecho muchos cambios y aportes a las características y la historia del personaje.

## Apariciones en videojuegos
- King Kong (1982 - Atari 2600): el primer videojuego de King Kong no está basado en ninguna película y es básicamente un clon del Arcade Donkey Kong. King Kong es el villano principal que aparece en la cima de la pantalla en forma de un sencillo sprite inanimado enviando bombas que recorren el escenario. El jugador controla a un pequeño sujeto que debe trepar hasta la cima evitando los ataques de Kong para rescatar a su novia.[1]

- King Kong 2: Yomigaeru Densetsu (1986 - MSX2): es un juego de aventura de acción basado en la película King Kong 2. El protagonista es el explorador Hank Mitchell. El objetivo es viajar por la Isla Golnebo en busca de Lady Kong, puesto que King Kong se encuentra a punto de morir y necesita de otro ejemplar de su misma especie que le done sangre. Kong no interviene en el juego y solo aparece en la escena final en donde se muestra si el jugador logró rescatarlo o no dependiendo de cuan rápido haya completado el juego.[2]

- King Kong 2: Ikari no Megaton Punch (1986 - Famicom): basado en la película King Kong 2. El jugador toma el control del gigantesco Kong mientras recorre nueve grandes niveles con vista cenital en busca de su novia, Lady Kong, que fue capturada. Kong puede acabar con los enemigos con los ataques de puñetazo, aplastar y arrojar rocas. Dentro de los niveles también aparecen ítems que mejoran los atributos de Kong.[3]

- Konami Wai Wai World (1988 - Famicom): un videojuego de plataformas lateral en donde se puede escoger como protagonista entre ocho personajes de Konami. King Kong es uno de los personajes controlables, su ataque principal es el Puño Megatón y su ataque secundario es lanzar rocas. Se destaca por tener el mayor poder de ataque entre todos los personajes, con lo que se le hace más fácil acabar con los enemigos, también tiene la habilidad de saltar más alto que los demás, indispensable en ciertas áreas. Aquí Kong tiene el tamaño de un gorila común y es apenas un poco más grande que los personajes humanos.[4]

- Kong: The Animated Series (2003 - GBA): un juego de plataformas lateral basado en la serie de TV animada del mismo nombre. La historia es una continuación alternativa de la película original en donde una científica logra usar el ADN del fallecido King Kong para crear un nuevo clon,  pero para regresarlo a la vida necesita del aporte del ADN humano, el cual es brindado por su nieto Jason. El jugador puede jugar con el gigantesco Kong y también con el joven Jason, además ambos tienen la habilidad de fusionarse gracias a un aparato llamado Cyberlink.[5]

- Kong: King of Atlantis (2005 - GBA): videojuego de plataformas lateral basado en la película de animación para video del mismo nombre, que es una secuela directa de la serie animada. Los protagonistas son Kong y Jason, cada uno con sus propios niveles. Los niveles de Kong se corresponden más con un Beat' em Up en donde hay que combatir contra hordas de enemigos, sus ataques son el puñetazo y golpear la tierra.[6]

- Peter Jackson's King Kong: The Official Game of the Movie (2005 - Multiplataforma): basado en la película para cines del año 2005, este es un juego de aventura de acción que sigue los eventos del largometraje. En algunos segmentos el jugador controla en primera persona a los personajes humanos, mientras que en otras secciones puede controlar a Kong. Las partes de Kong funcionan como un juego de lucha en donde hay que combatir contra otras bestias primitivas usando varios movimientos y ataques especiales.[7]

- Kong: The 8th Wonder of the World (2005 - GBA):[8] basado en la película para cines del año 2005, este es un juego de aventura de acción que sigue los eventos del largometraje. El juego se divide en escenas de exploración en donde se puede controlar a los personajes humanos y también hay escenas estilo Beat' em up de vista lateral en donde se puede controlar a Kong para pelear contra otras bestias.

## Atributos y habilidades
King Kong es un monstruo gigante cuya especie es definida como un "simio primitivo gigante". Su aspecto y comportamiento se asemeja al de un gorila pero también tiene varias características humanas y puede caminar erguido. Como todos los primates, posee una inteligencia avanzada y gracias a su tamaño y peso, posee una enorme fuerza. Aunque por su tamaño no lo aparente, puede moverse con gran agilidad. Su estatura real no está bien definida y es variable en distintas películas, incluso es inconsistente en distintas escenas de la película original. Su altura general varia entre los 12 y 20 metros. Las habilidades que Kong usa en los videojuegos son:
- Puño Megaton: el pesado puñetazo de Kong es su ataque principal en los videojuegos de Konami.

- Aplastar: Kong usa su capacidad de saltar alto para aterrizar sobre el enemigo y destruirlo con su peso.

- Lanzar rocas: habilidad especial que tiene Kong en los juegos de Konami. Puede arrojar un número limitado de rocas como proyectiles contra los enemigos.

- Combate: en los juegos de Peter Jackson, Kong puede ser controlado como en un juego de lucha en donde pelea mano a mano con otros monstruos gigantes usando distintos golpes, agarres, mordiscos y corridas. También puede ejecutar movimientos de remate para eliminar al enemigo, que cambian según el oponente.

## Juegos electrónicos
- King Kong: Hand Arcade Game (Juego electrónico LCD -1981):[9] La compañía Tiger Electronics lanzó en 1981 un juego electrónico con forma de una máquina recreativa que es básicamente una recreación del primer nivel del Arcade Donkey Kong, este posteriormente se convertiría en el videojuego de Atari de 1982.

- Tiger King Kong (Juego electrónico LCD -1982):[10] una versión portátil del juego electrónico de Tiger Electronics. Existe una versión de bolsillo y una versión en pantalla grande.[11] Posteriormente fue relanzado por la compañía Tandy con el nombre de Tandy King Kong en 1984.[12]

- Tiger King Kong (versión Orlitronic) (Juego electrónico LCD -1983): otro juego portátil LCD de Tiger que se diferencia por presentar a Kong como el personaje protagonista tratando de escalar el Empire State.[13]

- King Kong (Full Color Table Game) (Juego electrónico LCD -1984):[13] es una versión en color y con iluminación del juego King Kong de Tiger electronics.

## Curiosidades
- En el juego didáctico Mario is Missing!, en el nivel de Nueva York, uno de los lugares turísticos es el edificio del Empire State, pero se encuentra cerrado porque los Koopas secuestraron a King Kong, cuando Luigi logra recuperarlo puede entrar al edificio y tomar la foto.

- En 1982, la compañía Universal Pictures demandó a Nintendo al enterarse del éxito conseguido con un juego de Arcade llamado Donkey Kong, en donde el villano era un gorila gigante. El juicio finalmente resultó a favor de Nintendo, ya que la corte entendió que Universal no era propietaria exclusiva del nombre ni del personaje King Kong. También consideró que no había posibilidad de confundir a los consumidores y el juego con los personajes de Nintendo y los personajes de la película King Kong. Curiosamente un año más tarde Universal autorizó un juego de King Kong para Atari que copiaba directamente a Donkey Kong.[14]

- En la saga Donkey Kong, el nombre "Kong" corresponde a una especie de gorilas inteligentes con grandes habilidades.

- En 2011, la compañía Renren Games publicó un juego para móviles llamado Angry King Kong. El protagonista es un orangután gigante enamorado de una chica que también se llama King Kong pero se trata de un personaje distinto, sacando provecho que el nombre "King Kong" es del dominio público.[15]